# ユニーク色相

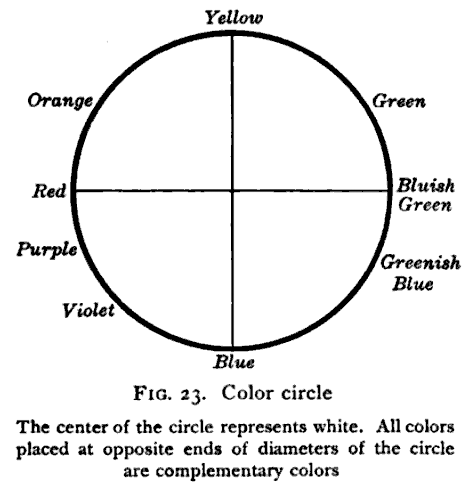
心理学者チャールズ・ハバード・ジャッドによる4つのユニーク色相の概念（1917年）

ユニーク色相（ユニークしきそう、英: unique hue）は、色覚の知覚心理学で使用される用語で、青、緑、黄、赤という4つの最も純粋な色相を指す。簡略化してユニーク色（ユニークしょく）と表記されることもある。
固有色相（こゆうしきそう）やユニーク・ヒューと表記されることもある。また、固有色（こゆうしょく）と訳されることもある。ユニーク色の英語は unique color であるとされることもある。
反対色説の支持者は、ユニーク色相は他の色相の混合物として説明できないため純粋であり、他のすべての色相は複合色であると考える。ユニーク色相の神経相関は、反対色説の反対色チャンネルの極値によって近似される。この文脈では、ユニーク色相は三原色説の原色に類似していると考えられるため、「心理的原色」と呼ばれることがある。

## 反対色説

色覚の反対色説に基づくモデルであるNCSの「目標色」に対するsRGB色域内の近似値。

特定の色相を「ユニーク」とする概念は、エヴァルト・ヘリングが1878年に発表した反対色説の導入によって生まれた。ヘリングは、赤、緑、青、黄は同時に知覚できないという考えに基づいて、これらの色相がユニークな色相 (「Urfarben」) であるという考えを最初に提唱した。これらの色相は、赤と緑の軸と青と黄の軸という2つの直交する色軸の両極を表す。この4つの独特な色相を持つ理論は、当初はヤング＝ヘルムホルツの三色説と矛盾すると考えられたが、エルヴィン・シュレーディンガーによって理論的に2つの理論は調和され、その後、網膜と外側膝状体における色反対細胞の発見により、2つの理論は生理学的に関連付けられました。

## 生理

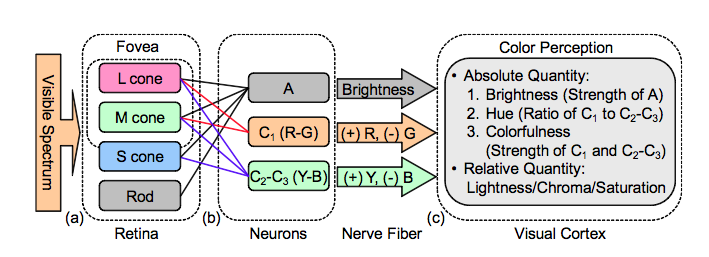
反対色過程の図。

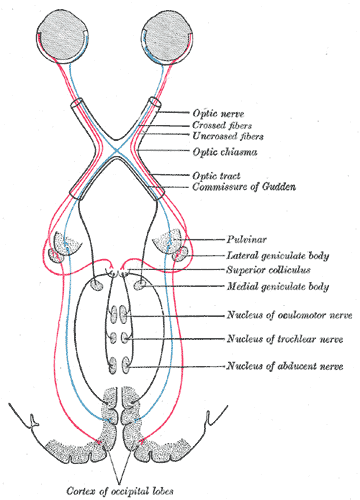
目から外側膝状体までの信号経路。

網膜の錐体細胞から心理的なユニーク色相に至る生理学的経路（意識に相関した脳活動）は、これまで解明されていなかった。モロンとジョーダンは、「ユニーク色相の性質は謎に包まれたままであり、視覚系の神経組織については分かっていない」と述べている。光から神経信号への最初の変換（視覚光変換）により、3つのチャンネルが生成される。各チャンネルは、LMS色空間によって推定される錐体（L-、M-、S-）の光子の捕捉に比例する。2番目の変換は反対色細胞で発生し、反対色過程チャンネル、L+M（輝度）、L-M（赤-緑）、およびS-(L+M)（青-黄）が生成される。後者は基本軸を形成する。
ヘリングと20世紀半ばまでの研究者は、基本軸がユニーク色相に対応すると予想していた。つまり、ユニーク色相は、一方の反対チャネルが最大限に刺激され、もう一方の反対チャネルが平衡状態にあるときに存在するということである。しかし、その後の心理物理学実験では、「ユニーク赤」はL-M軸の端にあるのに対し、他のユニーク色相はどちらの反対色チャンネル（L-Mの軸とS-（L+M）の軸）の端にもないことが実証された。したがって、基本軸はユニーク色相の体験と直接相関するものではなく、相関を識別するにはさらに（3番目の）変換を適用する必要がある。つまり、それぞれのユニーク色相は、反対色過程チャンネルの合成である。ある説では、外側膝状体よりも後の時点での変換が示唆されており、これにより非線形の組み合わせが生成され、基本軸に対して非線形の色の体験が生じることになる。しかし、外側膝状体にはM-Sなどの基本軸以外の錐体の組み合わせに反応する反対色細胞が見つかっているものの、この3番目の変換については生理学的に解明されていない。そのため、反対色説では、色相は視覚環境の変化に基づいて学習され、ユニーク色相は基本軸から離れた適応を表し、ユニーク色相は興奮したL錐体とM錐体の相対数やそれらの感度では説明できないと示唆している。
ユニーク色相が他の色に比べて知覚的に優位であるかどうかについては、さまざまな証拠がある。ある研究では、ユニーク色相に対する感度は他の色に比べて高くないと示唆されているが、他の証拠では黄と青に対する感度が高く、これはこれらの色が日光の軌跡と一致しているためである可能性がある。他の色に比べてユニーク色相に多くのニューロンが専用であるという直接的な証拠はないが、一部のEEG研究では、ユニーク色相では非ユニークな色相に比べて一部のEEG成分の潜時が短い可能性があることが示唆されている。また、ユニーク色相の場合はEEG信号から色をより高い精度でデコードできる。

## 測定
ユニーク色相は、通常、単色光の波長、マンセル表色系、またはRGB色空間から導き出された色相度として定量化される。被験者は、調整法（被験者がユニーク色相に達するまで自由に色を調整する）、または2つの選択肢の強制選択（2AFC）階段のいずれかによって、隣接するユニーク色相によって汚染されていない色相を決定するように求めらる。後者では、被験者は2つのスペクトル色のオプションのどちらがより純粋であるかを繰り返し選択する。選択されなかった色は、選択された色の反対側の色に置き換えらる。同じ色が2回続けて選択されると、これは反転を構成し、ステップサイズが小さくなる。一定数の反転の後、ユニーク色相の波長/色相が決定される。

## 変動性
ユニーク色相は、平均色相角が353°（カーマインレッド）、128°（コバルトグリーン）、228°（コバルトブルー）、58°（黄）であることが実験的に決定されている。しかし、その値は被験者間で大きく変動し、被験者内でも視覚系の順応状態に応じてわずかに変動する。たとえば、「ユニーク緑」の波長は、被験者間で最大70nmも異なる。この変動は、L:M錐体比やスペクトル感度の違いから予想される変動を大幅に上回っているが、この変動の原因は特定されていない。
ユニーク色相は、色覚における被験者内変動を測定するのに有用なツールである。Neitz ら (2002) は、「ユニーク黄」は赤色環境に数日順応した後に長波長側にシフトし、また、2色弱色覚の観察者の場合もシフトすることを示している。研究者は、これらの結果から、錐体入力の重みを変更して照明の全体的な変化を補正し、変化する色彩環境でも色覚を最適な状態に保つことができる長期的な正規化メカニズムを示唆していると解釈している。ユニーク色相は、夏と冬の環境の色スペクトルの違いに順応する結果として、年間を通じて変化することも示されている。また、白内障を除去する手術後にも変化することが示されている。
ユニーク色相は、言語的相対論を考えさせる。言語と文化が色の名前にどのように影響するかは、まだ完全には解明されていない。言語と文化に関係なくユニーク色相は同じであるという主張と、異なる環境と文化では異なるという主張がある。

## 色覚異常におけるユニーク色相
色覚異常の被験者の場合、ユニーク色相は異なる意味を持つ。「ユニーク黄」は異常な三色型（二色弱）ではより高い波長に偏り、強い二色型では700nmに近づくことが判明した。単一の色相反対チャネルを持つ二色型は、各錐体が独立して励起される可視スペクトルの両端に固有の色相を持つため、固有の色相は二色型色覚を定量化するツールとしては効果的ではない。しかし、二色型色覚の「ユニーク白」（無彩色点）に対応する波長を定義する同様の手法を、色覚を定量化する手段として使用することは一般的である。L:M 錐体比の不均衡は軽度の赤緑色覚異常と関連しているが、「ユニーク黄」は L:M 比に依存しない。同様に、二色型色覚のキャリアでは「ユニーク黄」に変化はない。